# Reginald Ernest Moreau
Reginald Ernest Moreau (* 29. Mai 1897 in Kingston upon Thames, England; † 30. Mai 1970 in Hereford, England) war ein britischer Ornithologe.

## Leben und Wirken
1914 graduierte Moreau an der Kingston Grammar School. Wegen Felddienstuntauglichkeit war er zunächst beim War Office im Büro angestellt und wurde dann zur nationalen Rechnungsprüfungsbehörde versetzt. Von 1920 bis 1927 war er in Ägypten stationiert. Von 1928 bis 1946 arbeitete er als Archivar beim Biologisch-Landwirtschaftlichen Institut Amani in Tansania. In seiner Freizeit betrieb er ornithologische Studien und von 1937 bis 1944 sammelte er Daten über die Nisttätigkeit von Vögeln, über die er 1944 im britischen Vogeljournal Ibis einen bedeutenden Fachartikel schrieb. Hier legte er dar, dass die Gelege in den Höhenregionen größer sind, als die in den Tropen. Von 1941 bis 1960 verband ihn ein wichtiger Briefverkehr mit dem Ornithologen James Paul Chapin vom American Museum of Natural History. 1946 schied Moreau aus dem Zivildienst aus und kehrte nach England zurück. Von 1946 bis 1960 war er Herausgeber des Journals Ibis der British Ornithologists’ Union. Von 1947 bis 1966 arbeitete er am  Edward Grey Institute der Universität Oxford in der Forschungsabteilung. 1949 wurde er Ehrenmitglied der American Ornithologists’ Union. Von 1960 bis 1965 war er Präsident der British Ornithologists’ Union. 1966 wurde er mit der Godman-Salvin-Medaille der British Ornithologists’ Union ausgezeichnet. Moreau beschrieb mehrere ostafrikanische Vogeltaxa, darunter den Amaninektarvogel, den Taita-Feinsänger und den Rostkopf-Fuchssänger. Zudem übertrug er die Theorie der eiszeitlichen Rückzugsräume auf die Vogelwelt Afrikas.

## Werke (Auswahl)
- An Introduction to the Epiphytic Orchids of East Africa. 1943
- Clutch size: a comparative study, with reference to African birds. Ibis 86:286-347, 1944
- Variation in the Western Zosteropidae (aves). 1957
- A Study of the Rare Birds of Africa. 1962
- The Bird Faunas of Africa and Its Islands. 1966
- The Departed Village: Berrick Salome at the Turn of the Century. 1968
- An Atlas of Speciation in African Passerine Birds. 1970
- The Palaearctic-African Bird Migration Systems. 1972 (posthum, von James Monk vollendet)